# ويبو غرين

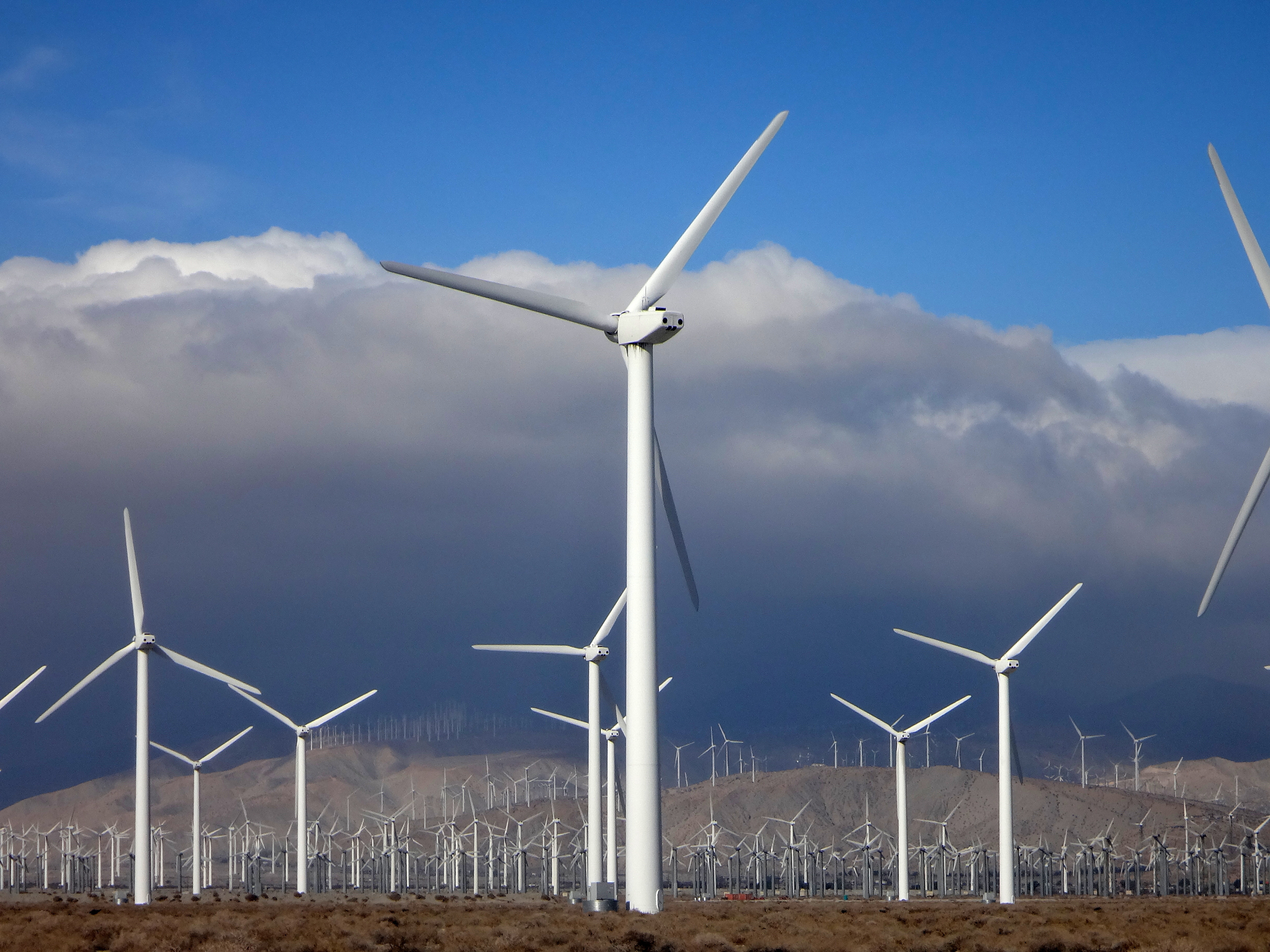
مزرعة الرياح في سان جورجونيو باس في كاليفورنيا، الولايات المتحدة.

ويبو غرين هو برنامج تابع للمنظمة العالمية للملكية الفكرية   يدعم الجهود العالمية الرامية إلى التصدي لتغير المناخ والأمن الغذائي من خلال تبادل ابتكارات التكنولوجيا المستدامة. تأسس البرنامج عام 2013، وهو بمثابة سوق مجانية على الإنترنت لتبادل التكنولوجيا، تربط هذه السوق بين مقدمي الاختراعات والباحثين عن الاختراعات والابتكارات في مجال التكنولوجيا البيئية. وبرنامج ويبو غرين هو بمثابة منصة للمبتكرين والشركات الصغيرة والمتوسطة وشركات فورتشين 500 وغيرهم من أصحاب ذوي العلاقة الرئيسيين للمشاركة من خلالها في ابتكار التكنولوجيا الخضراء وزيادة الانتشار بمساعدة حقوق الملكية الفكرية وتقديم خدمات مثل قاعدة البيانات والشبكة والمشاريع. يتكون برنامج ويبو غرين من أربعة عناصر رئيسية، تحت إدارة شعبة التحديات العالمية في الويبو:
1. قاعدة البيانات الإلكترونية لاحتياجات التقنيات المستدامة
2. تسريع المشاريع
3. كتاب التكنولوجيا الخضراء
4. شبكة شركاء.[5]

## قاعدة بيانات ويبو غرين
قاعدة بيانات ويبو غرين هي أساس المنصة. قاعدة البيانات عبارة عن دليل مجاني عالمي للابتكار موجّه للحلول ويربط احتياجات حل المشكلات البيئية أو تغير المناخ مع الحلول المستدامة بدءًا من النماذج الأولية وحتى المنتجات القابلة للتسويق المتاحة للبيع أو الترخيص أو التعاون أو نقل المعرفة أو المشاريع المشتركة.  يمكن لمبتكري التكنولوجيا الخضراء الترويج لمنتجاتهم، ويمكن للشركات والمنظمات والحكومات التي تبحث عن التقنيات الخضراء شرح احتياجاتها والسعي للتعاون مع مقدمي الخدمات.  
حتى يوليو 2022، بلغ عدد التقنيات المقدّمة من خلال منصة ويبو غرين أكثر من 120,000 منتجاً تكنولوجياً، وبلغ عدد المستخدمين أكثر من 2000 مستخدم في 110 دولة، وسجّل أكثر من 1000 حركة اتصال بين مقدمي التكنولوجيا والباحثين عنها.  
تستخدم قاعدة البيانات المطابقة التلقائية بمساعدة الذكاء الاصطناعي، وتتبع تحميلات المستخدم والتنبيهات، والبحث عن النص الكامل للحلول بناءً على الوصف الموسّع للحاجة، ووظيفة البحث Patent2Solution للعثور على التطبيقات التجارية لبراءة اختراع معين، وهذه من الميزات الفريدة لقاعدة البيانات. يتطلب استخدام قاعدة البيانات تسجيلاً مجانياً لعرض السجلات التفصيلية وتحميلها.
تظل جميع التكنولوجيات المحملة على قاعدة بيانات ويبو غرين ملكًا لصاحب الحقوق. والأمر متروك لصاحب الحق والأطراف المتعاونة لتنظيم الاتفاقات بالطريقة التي يشعرون أنها الأكثر ملاءمة وفعالية.
لا تشترط ويبو غرين أن تكون التكنولوجيات أو الابتكارات المحملة على قاعدة البيانات حاصلة على براءة اختراع أو في طور الحصول على براءة اختراع. ولذلك، يمكن لمقدمي التكنولوجيا تحميل التكنولوجيا الخاصة بهم حتى خلال فترة انتظار طلبات براءات الاختراع ذات الصلة. تشجّع المنصة مقدّمي التكنولوجيا على تحميل الحلول التكنولوجية على قاعدة بيانات ويبو غرين والتواصل مع المستخدمين الآخرين لاستكشاف الشراكات وعمليات نقل التكنولوجيا المحتملة، بما في ذلك فرص التمويل والترخيص.

## مشاريع التسريع

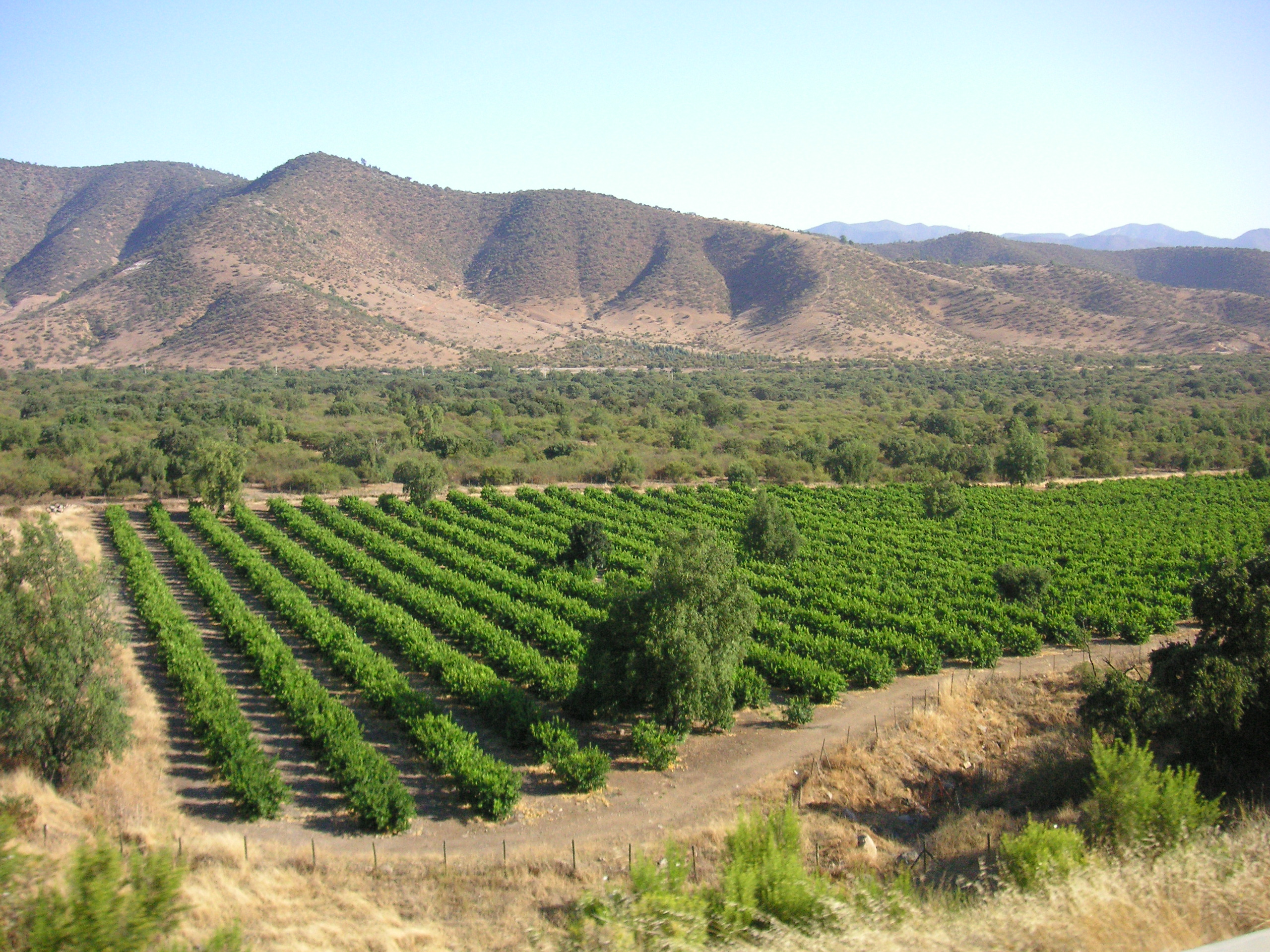
مزارع الكروم في تشيلي على أرض دورب داخل سفوح جبال الأنديز.

تعمل مشاريع التسريع مع شركاء ويبو غرين والمنظمات المحلية لاستكشاف التحديات المحلية والفرص لتلبية احتياجات بيئية معينة.   تُنظّم هذه المشاريع سنويًا في بلدان أو مناطق مختلفة وتربط بين مقدمي التقنيات الخضراء والباحثين عنها.
على سبيل المثال، يستكشفمشروع التسريع في أمريكا اللاتينية التكنولوجيات الجديدة المبتكرة في المنطقة ويسهّل تبادل التكنولوجيا الخضراء بين مقدمي الخدمات والباحثين عن الفرص الخضراء في الدورة المكثفة للمحاصيل، وإعادة تفحيم التربة، وإدارة الغابات في الأرجنتين؛ الزراعة المباشرة (بدون حرث) أو الزراعة المحافظة على الموارد في البرازيل؛ وإنتاج النبيذ في تشيلي. 
في أكتوبر 2021، افتتح مشروع في إندونيسيا لمعالجة النفايات السائلة الناتجة من مطحنة زيت النخيل (POME)، وهي منتج ثانوي ينبعث منه غازات دفيئة ويُقال إنه يضر بالنباتات والحيوانات في الأنهار المحلية، اعتمد المشروع حلولًا خضراء قابلة للتطبيق لتحويل المحتوى العضوي العالي من تحويل مياه الصرف الصحي من POME إلى غاز حيوي واستخدامات أخرى صديقة للبيئة.
نفّذت مشاريع سابقة في كمبوديا وإندونيسيا والفلبين لمعالجة مياه الصرف الصحي والزراعة وتقنيات المياه.

## كتاب التكنولوجيا الخضراء
في تشرين الثاني\نوفمبر 2022، خلال مؤتمر الأمم المتحدة للتغير المناخي، قدمت الويبو منشورها الرئيسي الجديد "كتاب التكنولوجيا الخضراء". يهدف هذا المنشور الرقمي الأول إلى وضع الابتكار والتكنولوجيا والملكية الفكرية في طليعة الموارد لمكافحة تغير المناخ. ركزت الطبعة الأولى من هذا المنشور السنوي على الحلول المتاحة للتكيف مع تغير المناخ للحد من الضعف وكذلك لزيادة القدرة على التكيف مع آثار تغير المناخ. أُعدّ الكتاب بالتعاون مع مركز وشبكة تكنولوجيا المناخ (CTCN) والأكاديمية المصرية للبحث العلمي والتكنولوجيا (ASTR). ويضم 200 تكنولوجيا للتكيف، وهي متاحة أيضًا في قاعدة بيانات ويبو غرين للتكنولوجيات والاحتياجات المبتكرة. 

## شبكة الشركاء
شركاء ويبو غرين هم مؤسسات عامة أو خاصة ترغب في التعاون لتعزيز مهمة ويبو غرين. وتهدف الشبكة إلى المساعدة في تنفيذ ونشر ابتكارات التكنولوجيا الخضراء في جميع أنحاء العالم.   يتضمّن الشركاء المؤسسات الحكومية والمنظمات الحكومية الدولية والأوساط الأكاديمية والشركات - من المؤسسات الصغيرة والمتوسطة الحجم إلى شركات فورتشين 500.
اعتباراً من 2022، أصبح لدى ويبو غرين شبكة تضم أكثر من 146 منظمة شريكة تعمل في مجال التكنولوجيا الخضراء.
| قائمة ببعض شركاء ويبو غرين                                                         | سنة الانضمام | الدولة         |
| ---------------------------------------------------------------------------------- | ------------ | -------------- |
| بنك التنمية الآسيوي                                                                | 2014         | الفلبين        |
| أجنموتو                                                                            | 2021         | اليابان        |
| مجلس تنمية التجارة في هونغ كونغ / تبادل الملكية الفكرية في آسيا (هونغ كونغ، الصين) | 2014         | هونغ كونغ      |
| وكالة الخدمة الاقتصادية النمساوية (aws)                                            | 2021         | النمسا         |
| المكتب الكندي للملكية الفكرية                                                      | 2017         | كندا           |
| كانون (شركة)                                                                       | 2020         | اليابان        |
| مركز حصاد المستقبل ‏                                                                | 2020         | فرنسا          |
| Climate KIC (سويسرا)                                                               | 2015         | سويسرا         |
| دايسيل                                                                             | 2020         | اليابان        |
| صناعات دايكن                                                                       | 2020         | اليابان        |
| دينكا                                                                              | 2022         | اليابان        |
| فوروكاوا الكهربائية                                                                | 2021         | اليابان        |
| مبادرة دراجات الخيزران في غانا                                                     | 2013         | غانا           |
| هاير (الصين)                                                                       | 2015         | الصين          |
| هيتاشي                                                                             | 2020         | اليابان        |
| هوندا                                                                              | 2020         | اليابان        |
| آي بي إم                                                                           | 2019         | متعدد الجنسيات |
| إينوفنت (تركيا)                                                                    | 2013         | تركيا          |
| غرفة التجارة الدولية                                                               | 2014         | فرنسا          |
| مكتب براءات الاختراع الياباني                                                      | 2020         | اليابان        |
| مدينة الملك عبد الله للطاقة الذرية والمتجددة                                       | 2017         | السعودية       |
| كونيكا مينولتا                                                                     | 2019         | اليابان        |
| جامعة الدول العربية                                                                | 2013         | مصر            |
| جامعة ملاوي للعلوم والتكنولوجيا                                                    | 2020         | مالاوي         |
| جامعة ميجي                                                                         | 2020         | اليابان        |
| ميتسوبيشي إلكتريك                                                                  | 2021         | اليابان        |
| معهد موسكو الحكومي للعلاقات الدولية                                                | 2019         | روسيا          |
| باناسونيك                                                                          | 2020         | اليابان        |
| ريكوه                                                                              | 2021         | اليابان        |
| جامعة سابانجي (تركيا)                                                              | 2013         | تركيا          |
| الهيئة السعودية للملكية الفكرية                                                    | 2020         | السعودية       |
| شيسيدو                                                                             | 2020         | اليابان        |
| سيمنز (ألمانيا)                                                                    | 2013         | ألمانيا        |
| مؤسسة سكولكوفو                                                                     | 2020         | روسيا          |
| مؤسسة سولار إمبلس                                                                  | 2019         | سويسرا         |
| ستراثمور (كينيا)                                                                   | 2013         | كينيا          |
| سوميتومو للصناعات الكهربائية                                                       | 2019         | اليابان        |
| المعهد الفيدرالي السويسري للملكية الفكرية                                          | 2019         | سويسرا         |
| مؤسسة تطوير التكنولوجيا في تركيا                                                   | 2014         | تركيا          |
| شركة تيدا تيانجين                                                                  | 2020         | الصين          |
| تيجن                                                                               | 2015         | اليابان        |
| جامعة طوكيو                                                                        | 2021         | اليابان        |
| جامعة توهوكو                                                                       | 2021         | اليابان        |
| نظام توكاي الوطني للتعليم العالي والبحث                                            | 2020         | اليابان        |
| صناعات تويوتا                                                                      | 2019         | اليابان        |
| تويوتا                                                                             | 2020         | اليابان        |
| معهد واسيدا البيئي، جامعة واسيدا                                                   | 2014         | اليابان        |
| جامعة ياماغاتا                                                                     | 2021         | اليابان        |

## روابط خارجية
- https://vjel.vermontlaw.edu/the-infamous-failure-of-the-eco-patent-commons-and-the-quiet-success-of-the-wipo-green-project-what-we-can- التعرف على كيفية نشر التكنولوجيا الخضراء في البلدان النامية